# Качеровський Микола Володимирович
Мико́ла Володи́мирович Качеро́вський (1888 — ?) — український музикознавець і видавець. Член Правління Музичного товариства імені Миколи Леонтовича.

## Загальні відомості
Музикознавець Микола Качеровський — «людина з високою духовною освітою» — на початку 1920-х років був членом Правління Музичного товариства імені Миколи Леонтовича, членом редколегії двохмісячника «Музика», що видавався цим товариством.
1920—1930-ті роки — директор, а з часом — заступник директора київської філії видавництва «Книгоспілка». За спогадами Валер'яна Ревуцького, діяльність «Книгоспілки» зосереджувалася в руках трьох: директора Миколи Качеровського, головного редактора Сергія Титаренка і помічника головного редактора Антона Харченка. Завдяки їм успішно розвивалось видання музично-вокальних творів. Було видано в українському перекладі вокальні твори Бетховена, Шуберта, Шумана, деякі твори Брамса, французьких імпресіоністів, твори Де-Фалля та інші.
Микола Качеровський з дружиною товаришував з родиною Дмитра Ревуцького. Валеріан Ревуцький так його характеризував: «був надзвичайно дотепний у товаристві, глибоко залюблений у музику (брав активну участь в організації Музичного Товариства ім. Леонтовича). Качеровський з дружиною були неодмінними гістьми на наших вечірках, і про нього», його дружину «Малишку» та їх кота Бушку Дмитро Ревуцький співав дружніх жартівливих пісень.
Був членом редколегії селянського ілюстрованого журналу споживчої кооперації «Нова громада».
У 1930-х роках як один з керівників «Книгоспілки» був заарештований за звинуваченнями у так званому «контрреволюційному господарюванні, недопусканні до роботи партійців і комсомольців, відсутності партосередку та підборі до апарату „своїх“ людей за ознаками „антирадянських здібностей“ при „підтримці“ Правління у Харкові.»
Про арешт Миколи Качеровського і головного редактора «Книгоспілки» Титаренка йде мова в оповіданні Б. Антоненка-Давидовича «Чистка».
Подальша його доля невідома.

## Статті
- М. Качеровський. Про організацію нотовидавництва // Журнал «Музика», № 2, 1927. — 21 [Архівовано 29 Грудня 2017 у Wayback Machine.]